# Into the Wild
Into the Wild (Na Natureza Selvagem) é um livro do escritor, jornalista e alpinista estadunidense Jon Krakauer, publicado em 1996. O livro conta a história verídica de Christopher McCandless.
Into the Wild é um livro não ficcional escrito em 1996 por Jon Krakauer. O livro retrata a viagem de dois anos pela vida selvagem feita por Christopher McCandless desde 1990 até 1992 e é uma expansão do artigo 9,000 palavras de Krakauer, “Death of an Innocent” [Morte de um Inocente], que, por sua vez, apareceu na edição de janeiro de 1993 da revista Outside. Em 2007, o livro foi adaptado ao cinema com o mesmo nome do livro, tendo como director Sean Penn e no papel de actor principal, Emile Hirsch.

## Origens
Chris McCandless cresceu nos subúrbios de Annandale, Virgínia. Após a sua graduação, em 1990, tendo terminado com notas altas na Universidade Emory, McCandless deixou de manter contato com os pais, doou o seu fundo universitário no total de 17 mil euros a uma organização intitulada de Oxfam, e começou a viajar no seu carro, que acabaria por abandonar mais tarde. Em Abril de 1992, McCandless foi de carona até Stampede Trail no Alasca em busca de (como o título diz), uma vida selvagem. Logo, dirigiu-se a um caminho coberto de neve e começou sua odisseia com apenas 10 kg de arroz, uma espingarda de calibre 22, várias caixas com cartuchos, uma máquina fotográfica e uma pequena selecção de livros – incluindo um guia, intitulado Tan’ina Plantore, acerca das plantas comestíveis existentes na região. Recusou a oferta de um conhecido que lhe quis comprar roupa mais resistente e um abastecimento melhor. Chegando no seu destino, Christopher encontra um autocarro(ônibus) (que hoje é um ponto turístico) e passa a morar nele. Após ter sobrevivido mais de 100 dias, morreu em meados de Agosto por uma planta venenosa e seu corpo foi encontrado, no início de setembro, por um grupo de caçadores de alces.

## Enredo
O livro começa com a descoberta do corpo de McCandless, no Alasca, dentro de um autocarro abandonado (nas Coordenadas: 63°52′06.23″N 149°46′09.49″W) e retraça as suas viagens durante os dois anos, após ter concluído a licenciatura em História e Antropologia. McCandless abandonou o verdadeiro nome logo no início da sua viagem tendo adoptado a alcunha de “Alexander Supertramp”. Antes de arranjar boleia para o Alasca, passou algum tempo em Carthage, Dakota do Sul, onde trabalhou meses a fio num elevador de grãos pertencente a Wayne Westerberg. Jon Krakauer interpreta a personalidade intensa e ascética de McCandless como possível influência dos escritores Henry David Thoreau e o seu favorito, Jack London. Esse explora as semelhanças entre as experiências e motivações de McCandless com as suas de quando era mais novo, contando detalhadamente sua tentativa de escalar a montanha Devils Thumb, no Alasca. Para além disso, Krakauer conta histórias doutros jovens que desapareceram na natureza, tais como Everett Riess, um artista e viajante que desapareceu no deserto do Utah em 1934, com 20 anos. Descreve, também, durante algum tempo, a preocupação e a perplexidade dos pais de McCandless, da sua irmã e amigos, em particular um idoso chamado Ronald Franz que se tornou amigo de McCandless no Deserto de Mojave, ao qual se afeiçoou bastante. McCandless sobreviveu por aproximadamente 119 dias na natureza selvagem do Alasca, à procura de plantas comestíveis e bagas, matando um "assorment of game" – incluindo um alce – e mantendo um diário.
Apesar de ter planeado caminhar pela costa, o terreno pantanoso do verão provou ser muito difícil e McCandless decidiu acampar num autocarro abandonado. Em Julho tentou ir-se embora, mas apenas encontrou o caminho bloqueado por um rio que tinha derretido, o que foi tragicamente infeliz, já que havia um eléctrico movido com as mãos, logo rio acima. Dia 30 de julho, podia ler-se no diário de McCandless: “EXTREMAMENTE FRACO. CULPA DA PLANTA. SEMENTE...”. Krakauer hipotetizou que McCandless teria comido raízes de Hedysarum alpinum, uma planta historicamente comestível, também conhecida por batata selvagem (ou batata Eskimó), que são doces e nutritivas na primavera mas que, mais tarde, tornam-se difíceis de comer. Quando tal aconteceu, McCandless terá tentado comer antes as sementes. Krakauer sugeriu que as sementes continham uma substância alcaloide, possivelmente swainsonine (um químico tóxico de locoweed) ou algo semelhante. Para além dos sintomas neurológicos tais como a fraqueza e a perda de coordenação, o veneno provoca fome, bloqueando o metabolismo dos nutrientes no corpo.

## Personagens
- Christopher McCandless/Alexander Supertramp: um jovem e forte homem com olhos profundos, que é retratado como simpático, apesar de sua disposta teimosia.[4]
- Wayne Westerburg: um homem com ombros largos e um cavanhaque preto, que é descrito como sendo bem sucedido em tudo o que faz, bom e mau.[4]
- Jan Burres: uma mulher que estava viajando em torno dos pontos de vendas do Oeste em mercados de pulga com o namorado, quando ela conheceu Alex.[5]
- Ronald Franz: (pseudônimo de Russell Fritz): um forte marinheiro de 80 anos de idade, com um peito largo, braços fortes e um coração amável. Ele também é um cristão devoto e serve como uma figura paterna para "Alex Supertramp", oferecendo-se para adotá-lo.[6]

## Adaptação para o cinema
No filme de 2007, adaptado por Sean Penn mostra que Chris se enganou, confundindo duas plantas diferentes, acabando por escolher a errada. De acordo com Krakauer, uma pessoa bem nutrida pode consumir as sementes e sobreviver pois o seu corpo poderia usar a glucose e o aminoácido armazenado e ver-se livre do veneno sozinho. Uma vez que McCandless vivia apenas com uma dieta baseada em arroz, carne magra, plantas selvagens e tinha menos de 10% de gordura corporal quando morreu, Krakauer teorizou que McCandless não conseguiria livrar-se das toxinas. No entanto, quando as batatas esquimó, vindas da área à volta do autocarro, foram testadas pelo Dr. Thomas Clausen, num laboratório da Universidade de Alasca Anchorage, as toxinas não foram encontradas. Kraukauer modificou, mais tarde, as suas hipóteses sugerindo que o bolor da variedade Rhizoctonia leguminicola poderá ter causado a morte de McCcandless. Rhizoctonia leguminicola é conhecida por causar problemas na digestão no gado e poderá ter ajudado a iminente fome de McCandless. Kraukauer hipotetiza que o saco no qual McCandless guardava as sementes de batata estava húmido e as sementes ficaram com bolor. Se McCandless tivesse comido as sementes que continham o bolor, teria ficado doente facilmente e Krakauer sugere que McCandless ficou nestas condições, incapaz de sair da cama e com fome. O seu fundamento para a teoria do bolor é uma fotografia que mostra as sementes num saco.